# Погребены
Погребены, Похребень (рум. Pohrebeni) — село в Оргеевском районе Молдавии. Является административным центром коммуны Погребены, включающей также сёла Изворы и Шарканы.

## География
Село расположено на высоте 202 метра над уровнем моря.

## Население
По данным переписи населения 2004 года, в селе Похребень проживает 2133 человека (1038 мужчин, 1095 женщин).
Этнический состав села:
| Национальность | Число жителей | Процентный состав |
| -------------- | ------------- | ----------------- |
| молдаване      | 2106          | 98,73             |
| румыны         | 24            | 1,13              |
| русские        | 3             | 0,14              |
| Всего          | 2133          | 100 %             |